# كوكديل (كولورادو)
كوكديل (بالإنجليزية: Cokedale)‏ هي بلدة تقع في مقاطعة لاس أنيماس، كولورادو بولاية كولورادو في الولايات المتحدة. تبلغ مساحتها 0.5 (كم²)، وترتفع عن سطح البحر 1930 م، بلغ عدد سكانها 139 نسمة في عام 2000 حسب إحصاء مكتب تعداد الولايات المتحدة وتصل الكثافة السكانية فيها 278 نسمة/كم2.

## وصلات خارجية
- The US50 - Cities and Towns in Colorado State
- Colorado Cities and Towns, Facts, Map, Flag, Colleges, Government, and More